# University of North Florida
De University of North Florida is een openbare universiteit in Jacksonville in de Amerikaanse staat Florida. Het maakt deel uit van het State University-systeem van Florida en is geaccrediteerd door de Commission on Colleges of the Southern Association of Colleges and Schools om baccalaureaat-, master- en doctoraatsgraden toe te kennen. De campus omvat 1.300 hectare te midden van een natuurreservaat aan de zuidkant van Jacksonville. De interim-president is Pamela S. Chally totdat een nieuwe president is gekozen door de Board of Trustees.
UNF werd opgericht in 1965 en begon met het aanbieden van lessen in 1972. UNF werd aanvankelijk aangewezen als een hogere divisie voor junioren en senioren. Het begon met het toelaten van eerstejaars in 1984. UNF is georganiseerd in zes hogescholen, waarvan er vijf undergraduate en graduate degree-programma's aanbieden, waaronder doctorale opleidingen, met bekende programma's voor zaken, kustbiologie, verpleegkunde, voeding en muziek. Doctoraatsprogramma's aangeboden via het Brooks College of Health bij UNF omvatten het doctoraat in klinische voeding, BSN-DNP in huisartsenpraktijk, BSN-DNP in anesthesiologie, post-MSN doctor in de verpleegpraktijk, post-MSN doctor in de verpleegkunde in de psychiatrie -geestelijke gezondheid en arts voor fysiotherapie. Het College of Education and Human Services biedt de specialistische graad in educatief leiderschap en het doctoraat van onderwijs in educatief leiderschap. De meeste studenten wonen buiten de campus, maar er zijn zes gebieden met huisvesting op de campus. In 2006 werd het gebouw voor sociale wetenschappen de eerste faciliteit die LEED-gecertificeerd was in het noordoosten van Florida, evenals het eerste 'groene' gebouw op de campus. Met ingang van 2010 zijn vijf gebouwen op de campus gecertificeerd door de US Green Building Council.
De universiteit heeft meer dan 200 clubs en organisaties voor studenten, evenals een actieve studentenregering en het Griekse leven. Maandelijks verschijnt de door studenten geleide krant The Spinnaker. De intercollegiale atletiekteams van de universiteit staan bekend als de Ospreys en zijn lid van de ASUN-conferentie in NCAA Division I.

## Geschiedenis
De universiteit werd opgericht in 1969, nadat 1.000 acres (4,0 km²) halverwege tussen het centrum van Jacksonville en de Jacksonville-stranden waren gereserveerd voor de campus, waarvan 500 acres (2,0 km²) werden geschonken door de Skinner-familie van Jacksonville. Tot die tijd was de enige door de overheid gefinancierde instelling voor hoger onderwijs het Florida Community College in Jacksonville. De bouw van klaslokalen en gebouwen begon in 1971 en UNF opende in de herfst van 1972 met een eerste inschrijving van 2.027 junioren, senioren en afgestudeerde studenten, ondersteund door 117 docenten en meer dan 150 medewerkers. Oorspronkelijk, net als de andere staatsinstellingen in Florida die rond deze tijd werden geopend, werd UNF aangewezen als een seniorcollege, wat betekent dat het alleen hogere klassen en afgestudeerde studenten zou inschrijven.
Bij UNF studeerde in 1973 35 studenten af. De school groeide snel en werd in 1974 geaccrediteerd door de Southern Association of Colleges and Schools. De mascotte van de school, de visarend, werd in november 1979 aangenomen boven andere keuzes, zoals het gordeldier, de lamantijn en de zeemeeuw. De mannelijke en vrouwelijke versies van de mascotte staan bekend als Ozzie en Harriet.
In 1980 was er een wetgevende inspanning om UNF samen te voegen met de Universiteit van Florida, maar een wetsvoorstel waarin dit werd voorgesteld, werd afgewezen door gouverneur Bob Graham. Eerstejaars en tweedejaars werden voor het eerst toegelaten in 1984. Inschrijving bij UNF overschreed 10.000 in 1995 en in het voorjaar van 2000 brak het zijn aanvangsrecord, waarbij meer dan 1.000 studenten afstudeerden.
De jaren 2000 zagen een belangrijke ontwikkeling op de campus, aangezien er veel nieuwe gebouwen werden gebouwd, waaronder het gebouw voor sociale wetenschappen, het gebouw voor wetenschap en techniek, het gebouw van het College of Education and Human Services, het Fine Arts Center, de John A. Delaney Student Union en de residentie van Osprey Fountains. In 2002 begon een 13-koppige Board of Trustees te werken om toezicht te houden op UNF. Voormalig burgemeester van Jacksonville John Delaney werd in 2003 benoemd tot voorzitter van de universiteit.
UNF werd officieel opnieuw geclassificeerd als een NCAA Division I-school voor zijn atletiekprogramma's in 2009.

## De campus
De campus van UNF ligt in de buurt van de kruising van de I-295 (East Beltway) en de SR-202 (J. Turner Butler Boulevard), twee belangrijke snelwegen in de omgeving van Jacksonville. UNF heeft 28 grote gebouwen en zes huisvestingsfaciliteiten op de campus. Veel van de gebouwen dragen de namen van personen die een belangrijke bijdrage hebben geleverd aan de universiteit. Deze gebouwen omvatten het Coggin College of Business, het John E. Mathews, Jr. Computer and Information Sciences Building, en JJ Daniel Hall. Daarnaast draagt de bibliotheek de naam van de eerste president van de universiteit, Thomas G. Carpenter. The Green is een centraal open grasveld op de campus dat populair is bij studenten.
Het gebouw voor sociale wetenschappen, dat in de herfst van 2006 werd geopend, werd de eerste faciliteit in Noordoost-Florida die werd gecertificeerd door het Leadership in Energy and Environmental Design (LEED). Ook het eerste 'groene' gebouw op de campus ontving in 2007 de Award of Excellence for University Building door de Southeast Construction Company for Energy and Environmental Design. Er is ook een door de staat beschermd natuur- en vogelreservaat met kilometerslange natuurpaden en talloze meren en vijvers op en rond de campus.
De omvang van de campus is gegroeid tot 1.300 acres (5,3 km²). In het najaar van 2007 begon de universiteit met het aanbieden van een pendeldienst tussen campuslocaties, waaronder de slaapzalen, UNF Hall, de parkeerplaatsen, Carpenter Library en de UNF Arena.
In het voorjaar van 2012 is een nieuw gebouw voor Biologische Wetenschappen geopend. In het najaar van 2012 is een nieuw Studenten-wellnesscentrum geopend, ter vervanging van het Dottie Dorion Fitness Center. Een toevoeging aan het College of Education and Human Services werd in december 2011 voltooid. Een nieuwe eetzaal met meerdere verdiepingen is in het najaar van 2012 voltooid. Alle vier de gebouwen zullen naar verwachting LEED-gecertificeerd zijn.

### De bibliotheek
De Thomas G. Carpenter Library, of gebouw 12, is vernoemd naar de eerste president van de universiteit, Thomas G. Carpenter. De innovatie begon op 8 augustus 1978 en werd voltooid op 1 oktober 1980.
De bouw om de bibliotheek uit te breiden door een toevoeging van vier verdiepingen begon in mei 2004. Deze toevoeging voegde 7.300 m² toe en verhoogde de capaciteit van de bibliotheek van 800 tot 2.000, waardoor de omvang van de bibliotheek op 199.000 vierkante voet kwam (18.500 m²). De nieuwe toevoeging kostte $ 22,5 miljoen en werd in december 2005 geopend.
De bibliotheek heeft 328 openbare werkstations, 18 groepswerkkamers, 37 carrels, 19 docenten, 25 ondersteunend personeel, meer dan 1,4 miljoen microform-eenheden, meer dan 800 video's, 13.000 elektronische tijdschriften, meer dan 52.000 elektronische boeken en meer dan 840.000 jaargangen. Elektronische bronnen zijn buiten de campus beschikbaar voor studenten, docenten en personeel. In het hele gebouw is gratis draadloos internet beschikbaar en ingeschreven studenten kunnen laptops gebruiken.

### John A. Delaney Student Union
De John A. Delaney Student Union, die in 2009 werd geopend, bevat een boekwinkel met twee verdiepingen, restaurants, een speelkamer, een auditorium, een kunstgalerie, een balzaal, een bank en een amfitheater. Het is de thuisbasis van UNF Student Government, The Spinnaker, Spinnaker Television, Spinnaker Radio, het Office of Fraternity & Sorority Life, het LGBT Resource Center en andere studentenorganisaties. De Student Union bestaat uit twee gebouwen, met daartussen een overdekte loopbrug die bekend staat als Osprey Plaza. De constructie kostte $ 50 miljoen om te bouwen en is een LEED-gecertificeerd gebouw. Het is ook een van de eerste Gold LEED-gecertificeerde gebouwen in Jacksonville.

### Museum
UNF verwierf in 2009 het Museum of Contemporary Art Jacksonville als culturele bron. De band met het museum stelt UNF in staat om de activiteiten en marketing van de faciliteit te verbeteren. Er zijn kredietdragende kunstlessen en kunsttentoonstellingen voor studenten gepland. De overname zal naar verwachting het museum en UNF's kunst- en designprogramma's verbeteren, de aanwezigheid van UNF in de binnenstad vergroten en de banden met de stad versterken. Toevallig was het Downtown Center van UNF, dat van 1978 tot 1987 in gebruik was, in het gebouw voordat het het kunstmuseum werd.

### UNF-arena
UNF Arena is een multifunctionele arena op de campus van de University of North Florida in Jacksonville, Florida. Het is de thuisbasis van de North Florida Ospreys heren- en damesbasketbal- en damesvolleybalteams. Het wordt ook gebruikt voor andere evenementen, zoals concerten en diploma-uitreikingen en heeft gediend als de locatie van het trainingskamp van de Orlando Magic-franchise. Het werd geopend in 1993 en heeft een capaciteit van maximaal 6.300. Op 8 maart 2015 werd het UNF Arena aanwezigheidsrecord ingesteld toen 6.155 fans keken naar hoe North Florida won van USC Upstate in de Atlantic Sun Men's Basketball Tournament kampioenschapswedstrijd in 2015. Het vorige record werd eerder dat jaar gevestigd toen 5.102 fans de Ospreys op 6 februari 2015 rivaal Jacksonville met 77-50 zagen verslaan.

## Universitair

### Toelatingen en collegegeld
Volgens de Princeton Review heeft UNF een acceptatiegraad van 72%. Ingeschreven studenten scoren tussen het 25e en 75e percentiel op de SAT-score 530-640 op Reading en 530-620 op Math. Ingeschreven studenten die de ACT-score 20-25 behaalden. Het gemiddelde van de middelbare school is 3,91.
Voor het academische schooljaar 2021-2022 bedragen het collegegeld en de kosten in de staat $ 212,98 per studiepunt en het collegegeld en de kosten buiten de staat $ 693,11 per studiepunt. Voor het academiejaar 2020-2021 heeft UNF meer dan $ 60 miljoen aan beurzen verstrekt aan studenten. Gemiddeld werd voor studenten, die hulp op basis van behoeften kregen, in 90% van de behoefte voorzien.

### Faculteit
Vanaf de herfst van 2020 heeft UNF 679 faculteitsleden, waarvan 75 bezoekende faculteiten. De verhouding tussen docenten en studenten is 1:19. Van alle faculteiten zijn 656 (97%) voltijds, 334 (49%) hebben een vaste aanstelling en 113 (17%) hebben een tijdelijke aanstelling. Ongeveer de helft (49,8%) van de docenten is vrouw en 27% is niet-blank.

### Ranglijsten
In 2021 rangschikte US News and World Report UNF als 272e in nationale universiteiten en 136e in openbare universiteiten. UNF staat op de 48e plaats voor de beste online bachelorprogramma's. Gedurende 12 opeenvolgende jaren heeft Military Friendly UNF aangewezen als een van de meest militairvriendelijke scholen, die hun normen overtreffen in alle beoordeelde gebieden. Bijna 1.400 veteranen en aan het leger gelieerde studenten wonen UNF bij, of ongeveer 8% van alle studenten. In 2020 heeft het tijdschrift INSIGHT Into Diversity aan UNF voor de zesde keer de Higher Education Excellence in Diversity Award toegekend.

### Hogescholen
UNF is georganiseerd in zes colleges, waarvan er vijf verschillende undergraduate- en graduate-degree-programma's aanbieden (de zesde is een honours college). In het schooljaar 2019-2020 heeft UNF 3.419 bachelors, 670 masters en 165 doctoraten uitgereikt. Doctoraatsprogramma's aangeboden via het Brooks College of Health bij UNF zijn onder meer Doctorate in Clinical Nutrition, BSN-DNP in Family Nurse Practitioner, BSN-DNP in Nurse Anesthesist, Post-MSN Doctor of Nursing Practice, Post-MSN Doctor of Nursing Practice in Psych- Geestelijke gezondheid en doctor in de fysiotherapie. Het College of Education and Human Services biedt doctoraten aan in Specialist in Educational Leadership, Doctorate of Education in Educational Leadership en Doctorate of Education in Curriculum and Instruction.
- College of Arts and Sciences. De inschrijving van studenten is 6.572, waardoor het de grootste universiteit is door inschrijving bij UNF. Academische afdelingen omvatten kunst en design, biologie, scheikunde, natuurkunde, communicatie, criminologie en strafrecht, Engels, geschiedenis, wiskunde en statistiek, muziek, filosofie, politieke wetenschappen en openbaar bestuur, psychologie, sociologie, antropologie, religieuze studies, Frans, en Spaans. De decaan is George W. Rainbolt.
- Coggin College of Business. Een van de drie originele hogescholen van UNF. Programma's van het college zijn geaccrediteerd door de Association to Advance Collegiate Schools of Business (AACSB). De inschrijving van studenten is 3.079 studenten. Undergraduate-programma's worden aangeboden in boekhouding, business intelligence, economie, financiën, financiële planning, internationaal zakendoen, management, marketing en transport en logistiek. Biedt masteropleidingen in bedrijfskunde, boekhouding, bedrijfsanalyse, logistiek en managementwetenschap. De decaan is Richard Buttimer.
- College of Computing, Engineering and Construction. Bestaande uit de School of Computing, School of Engineering en Department of Construction Management. Inschrijving is 2.033 studenten. De decaan is William Klotermeyer.
- College of Education and Human Services. Biedt ook een bachelor of science in sportmanagement aan. Geaccrediteerd door de Commission on Colleges of the Southern Association of Colleges and Schools. Studenteninschrijving is 1.559. De decaan is Diane Yendol-Hoppey.
- Brooks College of Health. Biedt een bachelor of science in verpleegkunde, bachelor of science in diëtetiek en voeding en bachelor of science in gezondheid. Biedt masteropleidingen in verpleegkunde, voeding, volksgezondheid, gezondheidsadministratie, wetenschappelijke revalidatie, begeleiding en klinische begeleiding voor geestelijke gezondheid. Ze bieden ook doctoraatsprogramma's in verpleegkunde (DNP) en fysiotherapie (DPT). Inschrijving is 3.130 studenten. De decaan is Curt Lox.
- Hicks Honours College is een interdisciplinair programma dat is opgezet om mogelijkheden te bieden voor ervaringsgericht en actief leren in kleine klasomgevingen. De decaan is Jeff Chamberlain.

### Opmerkelijke en vlaggenschipprogramma's
De University of North Florida School of Music staat bekend om zijn jazzstudieprogramma, opgericht door jazz-eufoniumspeler Rich Matteson, formeel geleid door saxofonist Bunky Green, met JB Scott als coördinator van jazzstudies. De faculteit van het Jazz Studies-programma omvat andere muzikanten als Danny Gottlieb, Dennis Marks, Dave Steinmeyer, Todd DelGiudice en Lynne Arriale. Het UNF Jazz Ensemble 1 is internationaal bekend, met optredens op het North Sea Jazz Festival, het Montreux Jazz Festival en een twee weken durende tournee door China. Het werd tweemaal uitgeroepen tot de beste collegiale jazzband in de natie door het tijdschrift DownBeat. Een bijzonder onderdeel van het UNF jazzstudieprogramma is de Great American Jazz Series, die regelmatig internationaal bekende jazzartiesten als ingezetenen binnenhaalt. Deze serie, samen met andere mogelijkheden, heeft studenten in staat gesteld om in concert op te treden met meer dan 100 gewaardeerde artiesten, zoals Herbie Hancock, het Count Basie Orchestra, Joe Henderson, Pat Metheny, Michael Brecker, Dave Brubeck, Joe Williams, Dianne Reeves, Mike Stern, Dave Weckl, Christian McBride, Louie Bellson, Billy Taylor, Arturo Sandoval, Jimmy Heath, Wynton Marsalis, Benny Green, Russell Malone en Branford Marsalis.
In de herfst van 2006 werd het Coggin College of Business toegevoegd aan de Princeton Review's Best 282 Business Schools-lijst. Robert Franek, vice-president van de uitgeverij, verklaarde: we kozen scholen voor dit boek op basis van onze hoge waardering voor hun academische programma's en aanbod, institutionele gegevens die we van de scholen verzamelen en de openhartige meningen van studenten die hen bezoeken, die beoordelen en rapporteren over hun campuservaringen op de scholen. We zijn verheugd het Coggin College of Business van de Universiteit van Noord-Florida aan te bevelen aan lezers van ons boek en gebruikers van onze website als een van de beste instellingen die ze zouden kunnen bezoeken om een MBA te behalen.
Twee van de vlaggenschipprogramma's van het Coggin College of Business zijn transport en logistiek en internationaal zakendoen. Het transport- en logistiekprogramma werd door Supply Chain Management Review als 13e in de natie gerangschikt, wat de weg vrijmaakte voor nationale bekendheid. Het college liep voor op de hoog aangeschreven programma's van Stanford, Harvard, Wisconsin en Pennsylvania en is het toonaangevende logistieke programma in het zuidoosten. De Princeton Review heeft het college ook erkend door het een Outstanding Business School te noemen in de edities van 2009 en 2010 van de Best 296 Business Schools. Ook is het College of Business een van de 549 scholen die zijn geaccrediteerd door de AACSB, die de beste business schools ter wereld eert.
Het kustbiologieprogramma is een vlaggenschipprogramma van het College of Arts and Sciences en gemeenschapsverpleging is een vlaggenschipprogramma van het Brooks College of Health.

### Academische centra en instituten
Naast zes hogescholen herbergt UNF verschillende academische eenheden die aanvullende diensten verlenen aan UNF en de gemeenschap.
- Center for Community Based Learning
- Center for Urban Education and Policy
- Continuing Education
- Environmental Center
- Florida Institute of Education
- The Graduate School
- Northeast Florida Center for Community Initiatives (CCI)
- Public Opinion Research Lab
- Small Business Development Center
- Office of Undergraduate Studies
- UNF Online

## Studentenleven

### Activiteiten
De studentenregering van UNF krijgt jaarlijks $ 4,2 miljoen aan studentengeld toegewezen om verschillende diensten aan studenten te verlenen. De studentenregering financiert het Osprey Involvement Center (inclusief meer dan 200 clubs), de Lend-a-Wing Food Pantry, Osprey Life and Productions, de John A. Delaney Student Union, het Student Wellness Complex en intramurale sporten. Het bestaat uit drie takken en een onafhankelijk bureau: wetgevend, uitvoerend, gerechtelijk en het bureau van verkiezingen. De uitvoerende macht wordt beheerd door de voorzitter van de studentenraad, die ook fungeert als studentenvertegenwoordiger in de UNF Board of Trustees. De wetgevende macht bestaat uit de Senaat met 40 gekozen senatoren, geleid door een intern gekozen kabinet. De rechterlijke macht bestaat uit negen rechters, waaronder een opperrechter, benoemd door de president en bevestigd door de senaat. Het bureau voor verkiezingen wordt beheerd door een commissaris die door de president is benoemd en door de senaat is goedgekeurd.
UNF's Broederschap en Sorority leven is de grootste studententiteit op de campus met 32 Griekse letters organisaties. De hoofdstukken worden geadviseerd door universitair personeel en georganiseerd in vier raden: Interfraternity Council, Multicultural Greek Council, National Pan-Hellenic Council en Panhellenic Council. Er is ook een hoofdstuk van de Orde van Omega. Broederschappen en studentenverenigingen zijn onder meer:
Interfraternity Council
- Alpha Tau Omega
- Alpha Sigma Phi
- Chi Phi
- Delta Sigma Phi
- Delta Upsilon
- Kappa Alpha Order
- Sigma Alpha Epsilon
- Sigma Chi
- Theta Chi
- Zeta Beta Tau

Multicultural Greek Council
- alpha Kappa Delta Phi
- Gamma Eta
- Lambda Sigma Upsilon
- Pi Delta Psi
- Sigma Beta Rho
- Sigma Lambda Gamma

National Pan-Hellenic Council
- Alpha Kappa Alpha
- Alpha Phi Alpha
- Delta Sigma Theta
- Iota Phi Theta
- Kappa Alpha Psi
- Omega Psi Phi
- Phi Beta Sigma
- Sigma Gamma Rho
- Zeta Phi Beta

Panhellenic Council
- Alpha Chi Omega
- Alpha Delta Pi
- Alpha Phi
- Delta Gamma
- Kappa Alpha Theta
- Kappa Delta
- Zeta Tau Alpha

Vanaf de herfst van 2021 worden hoofdstukken van Kappa Sigma, Lambda Chi Alpha en Pi Kappa Phi niet erkend door UNF vanwege gedragsproblemen. Kappa Sigma komt niet in aanmerking om terug te keren, terwijl Lambda Chi Alpha wel in aanmerking komt om terug te keren. Pi Kappa Phi komt in aanmerking voor terugkeer in de herfst van 2024.
UNF heeft meer dan 200 clubs en organisaties voor studenten. Intercollegiale clubsporten zoals rugby, lacrosse en ijshockey zijn beschikbaar. Studenten nemen ook deel aan intramurale sporten op de campus, zoals voetbal, ultieme frisbee en zandvolleybal op de campus. De UNF Alumni Association organiseert de UNF Presidential Envoys, een groep UNF-studenten die als ambassadeurs dienen voor de president en de universiteit op de campus en in de gemeenschap.
De Game Room is een plek op de campus waar studenten tijd kunnen doorbrengen en spelletjes kunnen spelen. De speelkamer biedt ook wekelijkse activiteiten zoals speltoernooien, trivia-avond en verover de vlag. Atletische recreatie op de campus omvat basketbal en racquetball in de UNF Arena, het Student Wellness Complex, twee beachvolleybalvelden en golf in het Hayt Golf Learning Center.
Osprey Life and Productions is het entertainmentbureau van UNF. De gratis evenementen die ze voor studenten organiseren, zijn onder meer concerten, comedyshows, films, games, karaoke en open mic-avonden.
Met het UNF Eco-Adventure Program kunnen studenten de kilometerslange natuurpaden en meerdere meren op de campus gebruiken. De meren staan open voor kanoën, kajakken en vissen zonder levend aas. Studenten kunnen ook gratis buitenuitrusting bekijken bij het Eco-Adventure-uitcheckcentrum.

### Demografie
In de herfst van 2020 had de Universiteit van Noord-Florida 17.043 studenten, waarvan 14.662 (86%) niet-gegradueerde studenten en 2.381 (14%) afgestudeerde studenten. Van de afgestudeerde studenten volgen 1.841 (77%) een masteropleiding en 540 (23%) een doctoraat. Vrouwen vormen 59% van alle studenten. Voltijdstudenten vormen 71% van de studentenpopulatie. De gemiddelde student is 24 jaar oud. Studenten uit Florida vormen 15.885 (93%) van alle studenten, waaronder 6.410 (38%) alleen al uit Duval County.

### huisvesting
De Universiteit van Noord-Florida heeft zeven gebieden met woningen op de campus: Osprey Cove, Osprey Crossings, Osprey Hall, Osprey Landing, Osprey Village, Osprey Fountains en The Flats bij UNF. Cove, Crossings en Landing bieden vergelijkbare, suite/efficiëntie-achtige kamers. Elk van deze is ontworpen voor driepersoonskamers en biedt plaats aan twee tot drie bewoners, met enkele individuele kamers voor gehandicapte studenten. Hall biedt meer een traditionele, slaapzaalachtige omgeving met tweepersoonskamers en gemeenschappelijke badkamers en douches. Village en The Flats bieden een appartementachtig gevoel met accommodaties voor meerdere personen. Cove, Crossings, Hall en Landing zijn bestemd voor eerstejaars (hoewel er ook hogere klassen wonen), terwijl Village, Fountains en The Flats residenties voor de hogere klassen zijn.
Fountains is de enige residentie op de campus die individuele kamers biedt. Het vijf verdiepingen tellende gebouw biedt onderdak aan 1.000 studenten en heeft een oppervlakte van 33.900 m². Het gebouw is verdeeld in twee torens, Noord en Zuid, die beide twee 'huizen' per verdieping hebben. Het omvat een supermarkt, grill en gemeenschappelijke ruimte, keukens, een recreatieve voorziening, wasruimtes, een zwembad en een 'lazy river'. Andere voorzieningen zijn The Morgue, een bibliotheekachtige studeerkamer, Joe's Diner, een studeerkamer in jaren 50-stijl met een iPod-compatibele jukebox en The Galaxy, een speelkamer met Xbox 360's, PS3's, Nintendo Wii's, evenals enkele consoles van de vorige generatie die zijn aangesloten op breedbeeld-high-definition televisies.
De meeste UNF-studenten wonen buiten de campus.

### Dineren
De University of North Florida exploiteert tien eetgelegenheden op de campus, plus drie gemakswinkels genaamd 'Outtakes'. Het Osprey Cafe is het belangrijkste buffetrestaurant op de campus en is populair bij studenten met maaltijdplannen. Andere keuzes op de campus zijn Starbucks, Chick-fil-A, Chop'd and Wrap'd en Jamba Juice. De Student Union heeft een foodcourt met extra opties zoals Einstein Bros., Bagels en Panda Express. In de zomer van 2018 werd Papa John's verwijderd als campusverkoper en vervangen door een eigen pizzeria vanwege controversiële opmerkingen van John Schnatter. The Boathouse kijkt uit op een meer en is een eet- of afhaalrestaurant dat wijn en bier en vaak live-entertainment biedt. Het restaurant is een UNF-traditie die in 1973 voor het eerst op de campus werd geopend en meerdere keren is herbouwd of gerenoveerd.

### Media
De Spinnaker is de wekelijkse studentenkrant. UNFs door studenten gerunde televisiezender is Spinnaker Television, die lange films, UNF-atletiek en evenementen toont. Het is kanaal 170 op de campus. Spinnaker Radio zendt muziek uit op WSKR-LP 95.5 FM (100 watt FM met laag vermogen), online en op kanaal 171 op de campus. Het UNF Journal is de officiële publicatie voor universitaire alumni en Inside is een elektronische nieuwsbrief die maandelijks wordt gepubliceerd voor docenten en personeel.
De universiteit is de thuisbasis van het literaire tijdschrift Fiction Fix, dat sinds de oprichting in 2002 negen nummers heeft gepubliceerd. Er zijn onder meer werken van auteurs van UNF, in de Verenigde Staten en de rest van de wereld.

### Sport
De intercollegiale teams van de University of North Florida, bekend als de North Florida Ospreys, strijden op het niveau van de NCAA Division I. UNF begon in 1983 met intercollegiale sporten als lid van de NAIA, verhuisde later naar de NCAA Division II en is lid van de ASUN-conferentie in NCAA Division I.
UNF concurreert in 17 sporten en won vier keer de all-sporttitel van de Sunshine State Conference. In 2005 streden de heren honkbalteams om de Divisie II World Series en veroverden de 2e plaats overall. Daarnaast was het herentennisteam ook nationaal tweede in Divisie II. UNF heeft vijf keer op rij de Peach Belt Conference Commissioner's Cup gewonnen. De Ospreys hebben vier nationale titels mee naar huis genomen: golf voor mannen in 1991 en 1993 en tennis voor vrouwen in 1986 en 1994. UNF's eerste Divisie I-conferentietitel kwam in 2008 toen het golfteam voor mannen de Atlantic Sun-kroon veroverde. De universiteit is van plan om in 2013 een golfprogramma voor vrouwen toe te voegen.
In 2015 ontving het basketbalteam voor heren voor het eerst in de geschiedenis van de UNF een bod op het NCAA Men's Division I Basketball Tournament door het Atlantic Sun Tournament te winnen. De A-Sun kampioenschapswedstrijd werd gespeeld in de UNF Arena voor een recordpubliek van 6.155 mensen die keken hoe de Ospreys USC Upstate met 63-57 versloegen. Na de overwinning trokken het team en de universiteit ongekende media-aandacht, zowel lokaal als nationaal.

## Opmerkelijke alumni

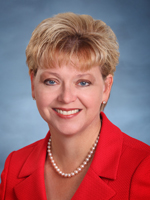
Janet Adkins
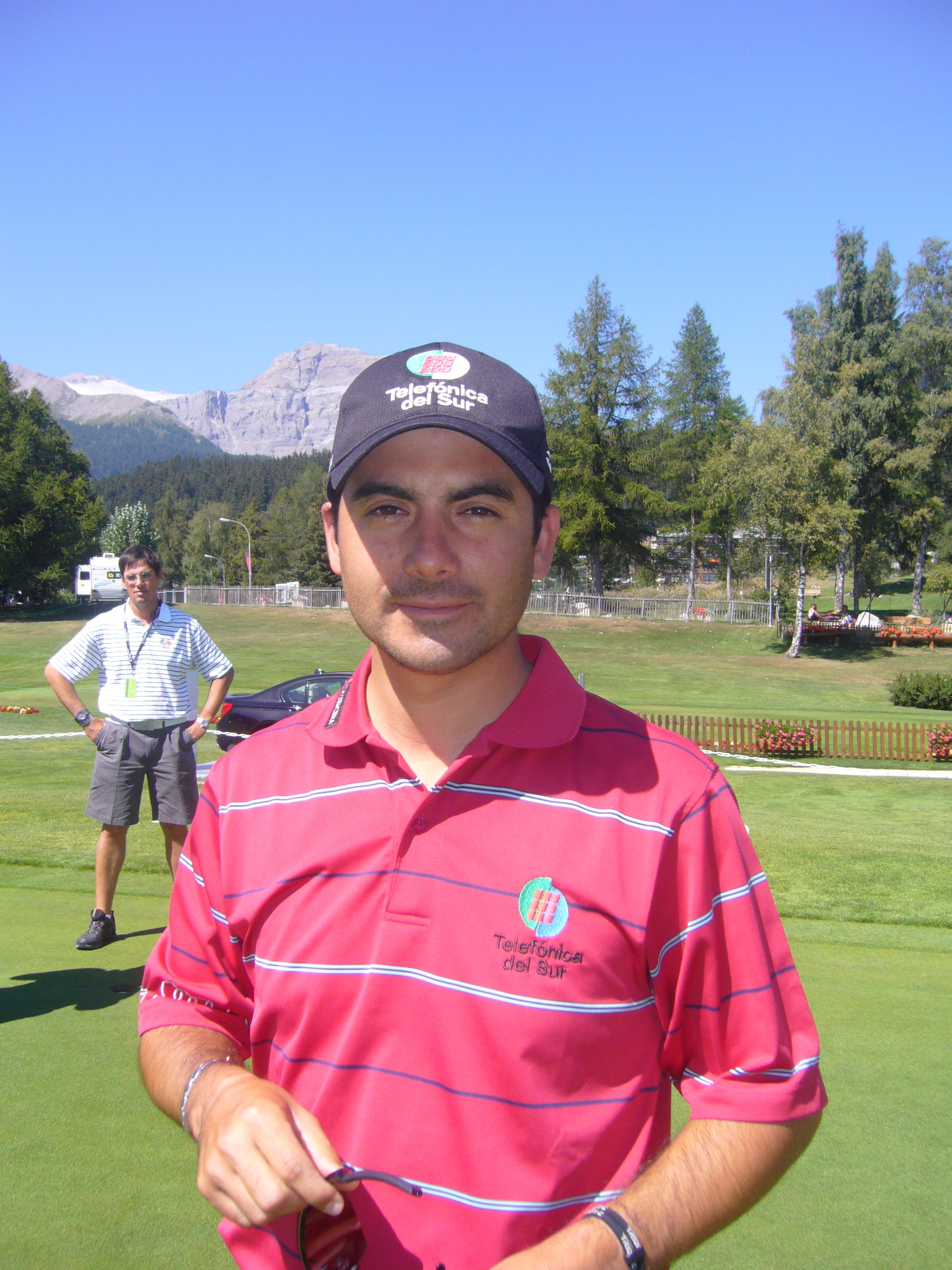
Felipe Aguilar
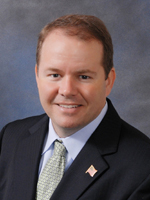
Travis Cummings
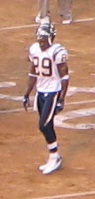
Drayton Florence
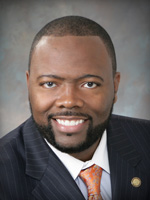
Reggie Fullwood
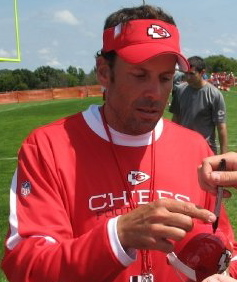
Todd Haley
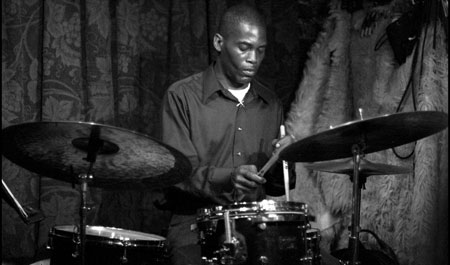
Robert M. Rucker

## Fotogalerij

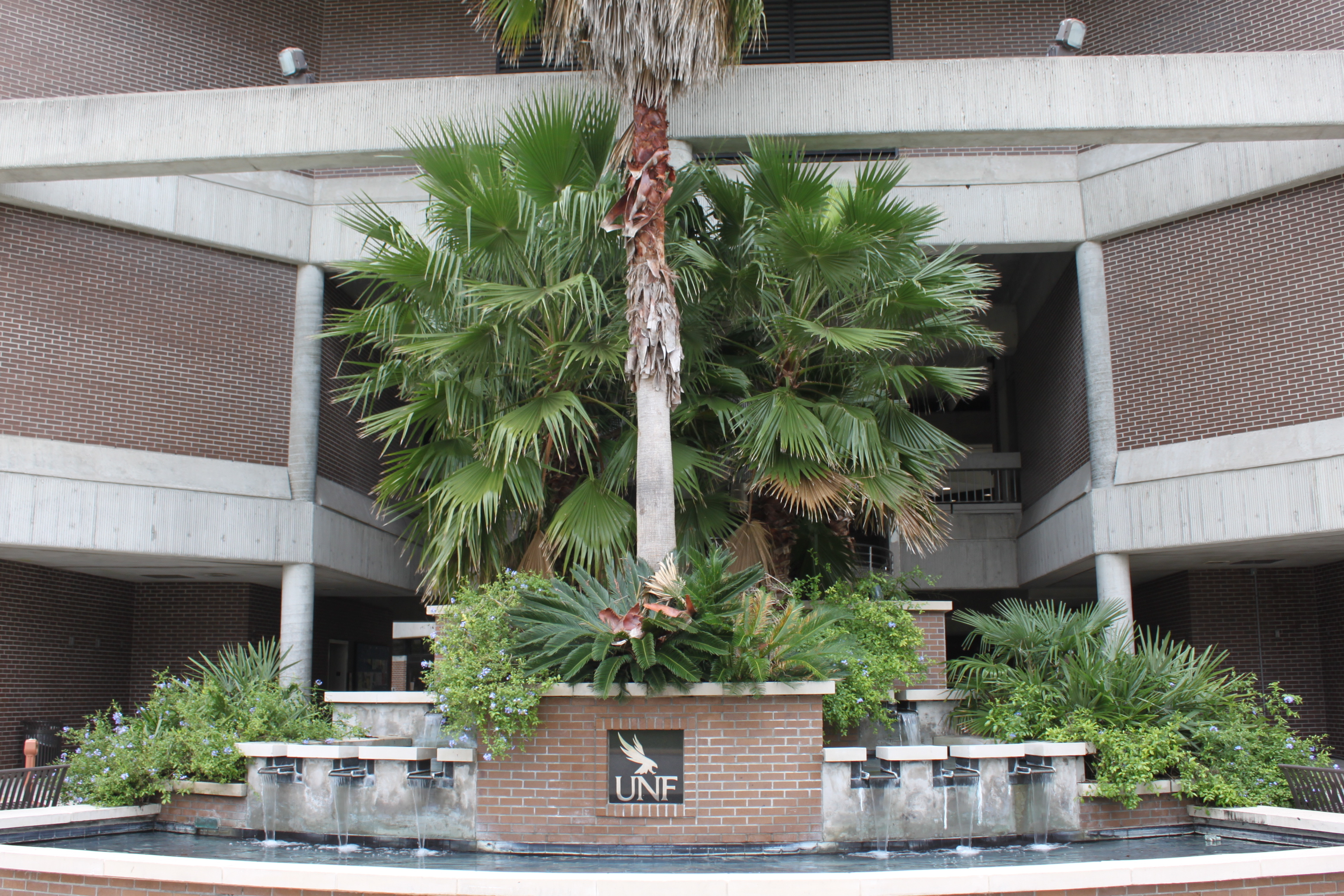
Fountain in front of JJ Daniel Hall
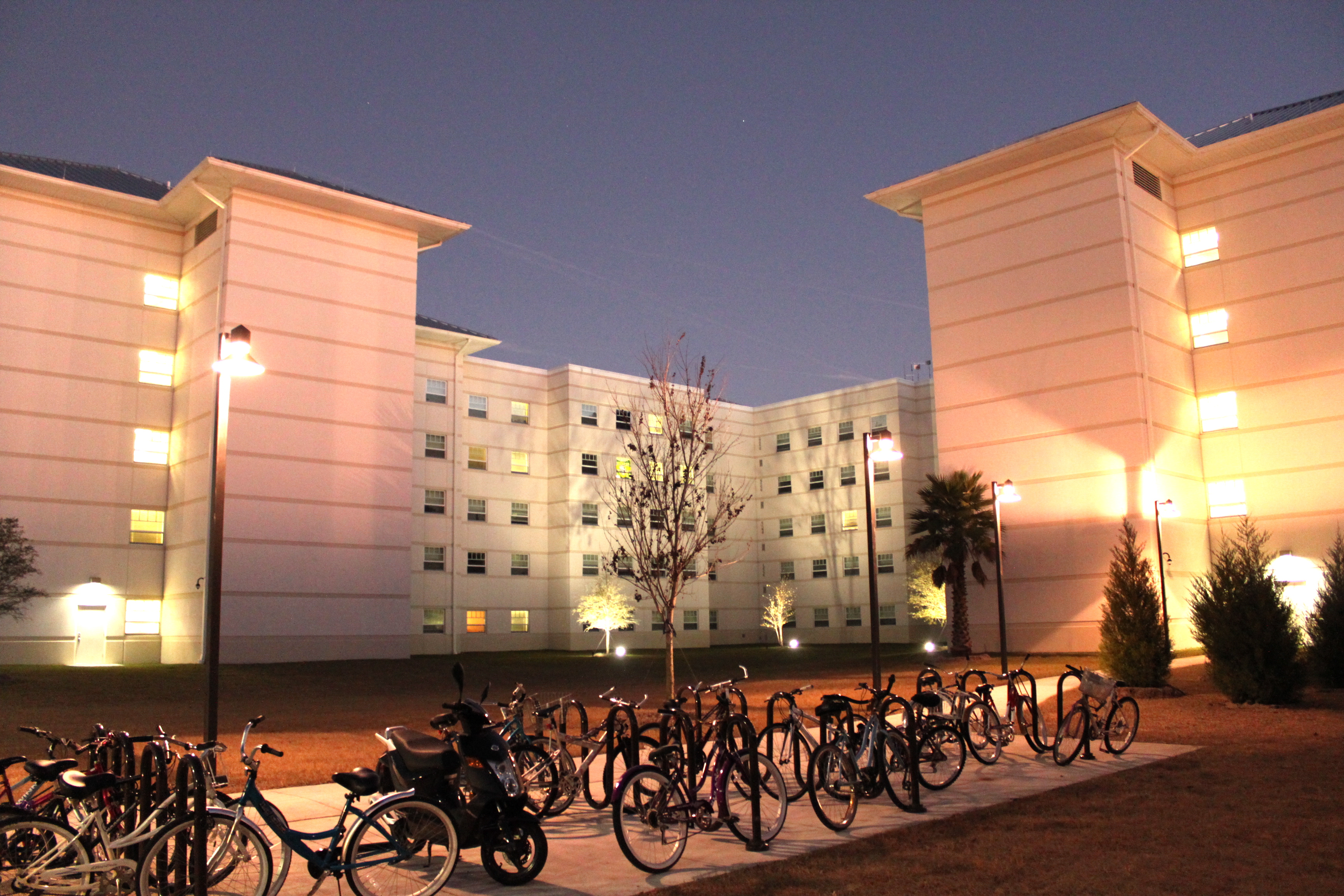
Osprey Fountains
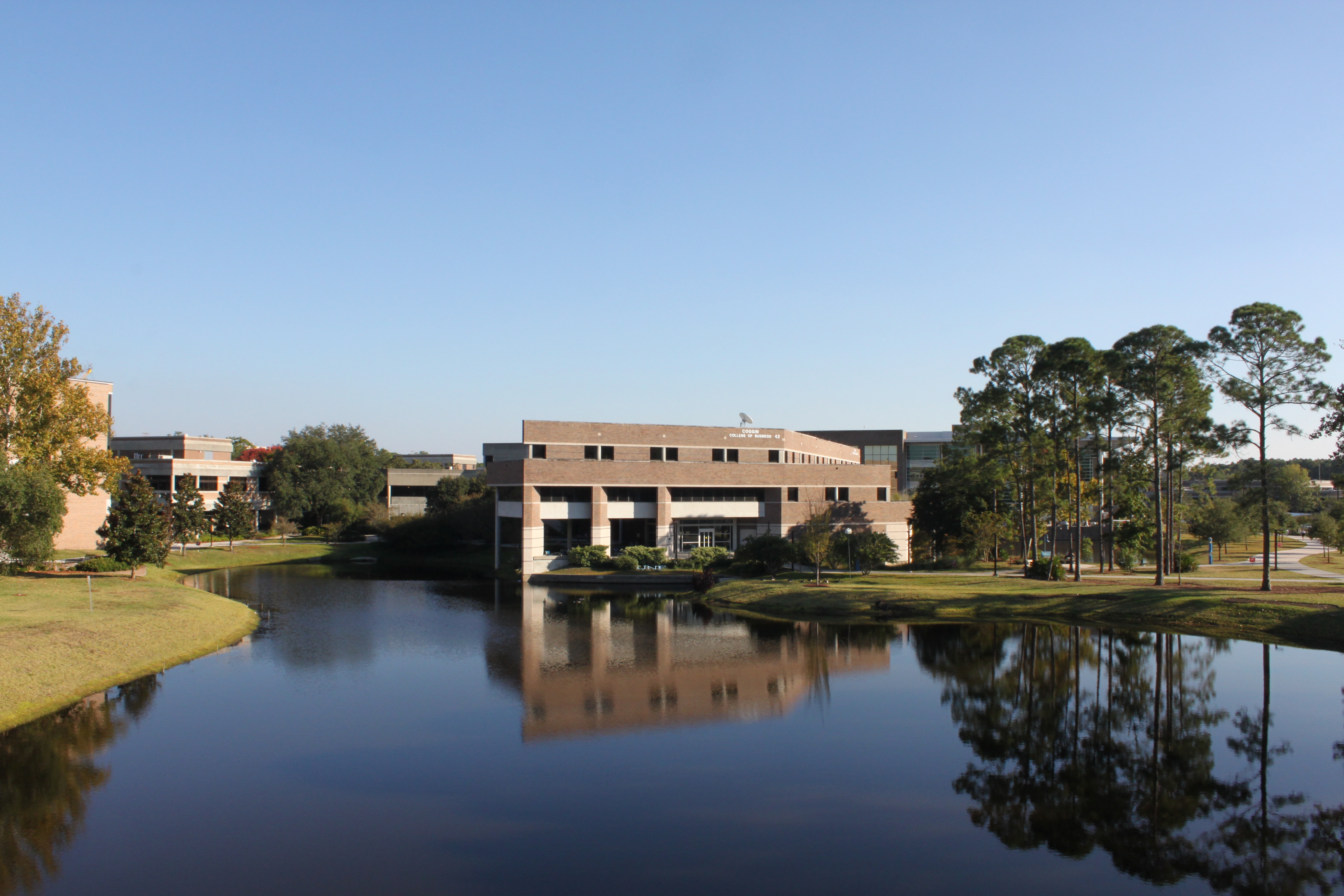
View from Student Union Boathouse of Coggin College of Business
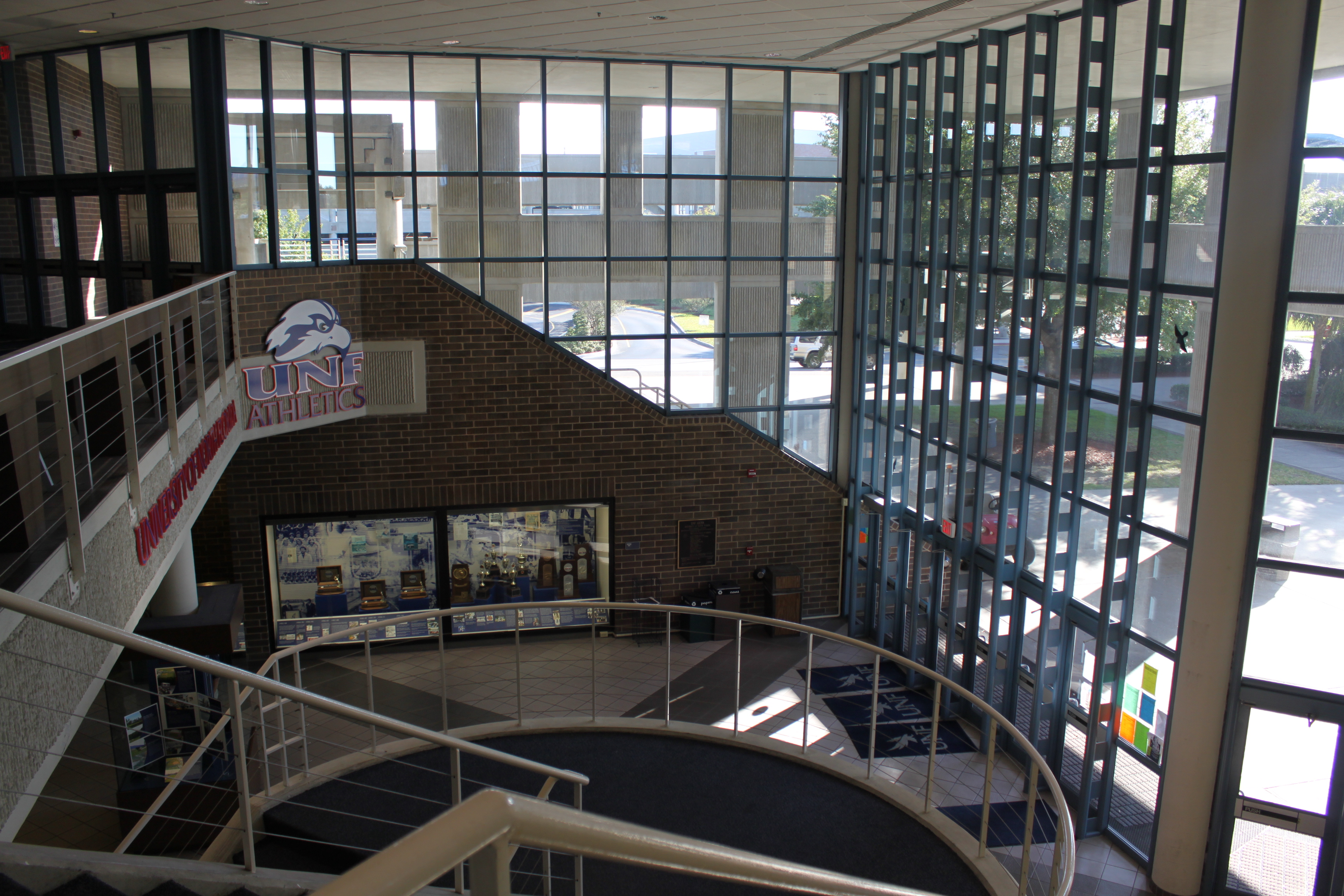
Inside UNF Arena
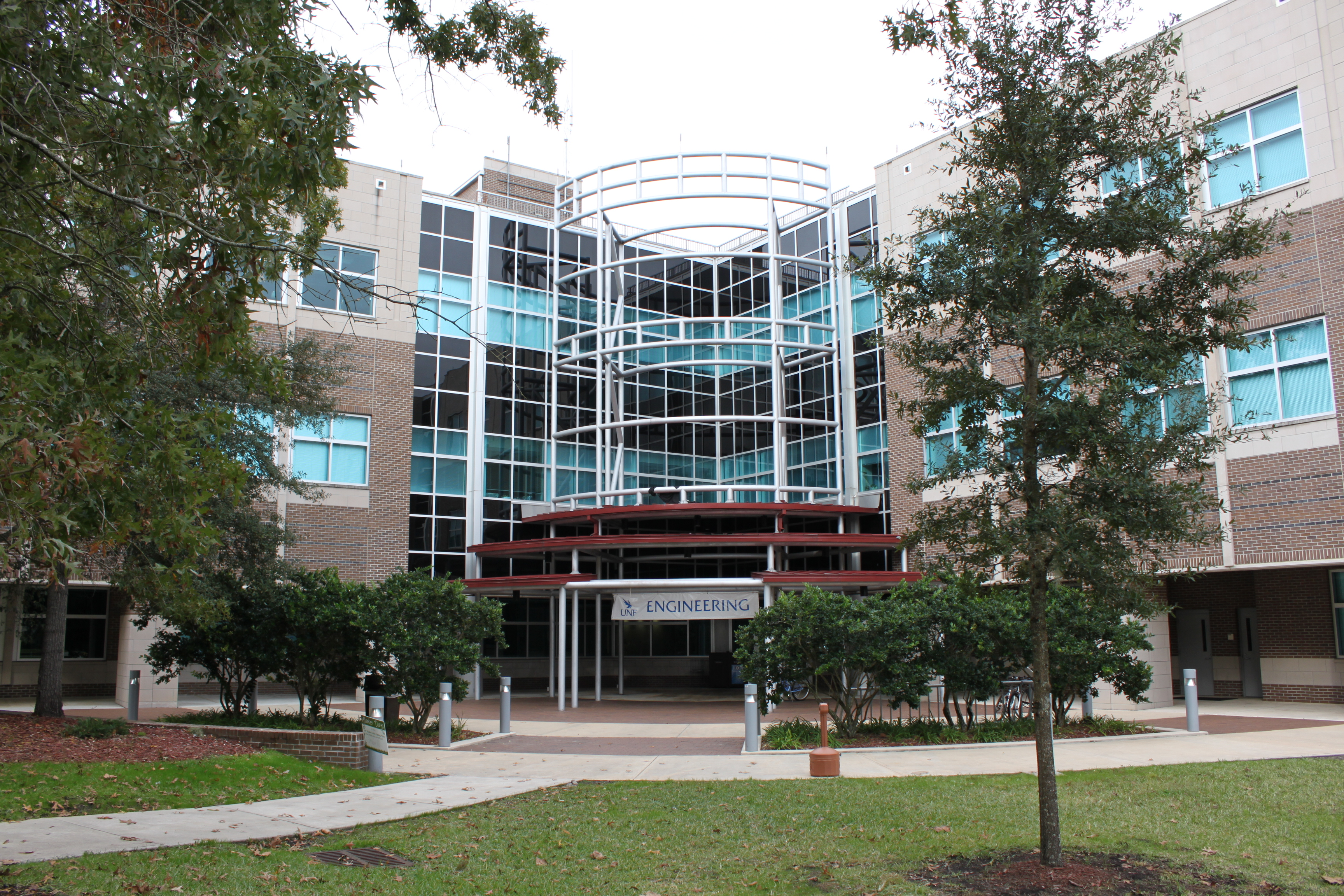
Science and Engineering Building
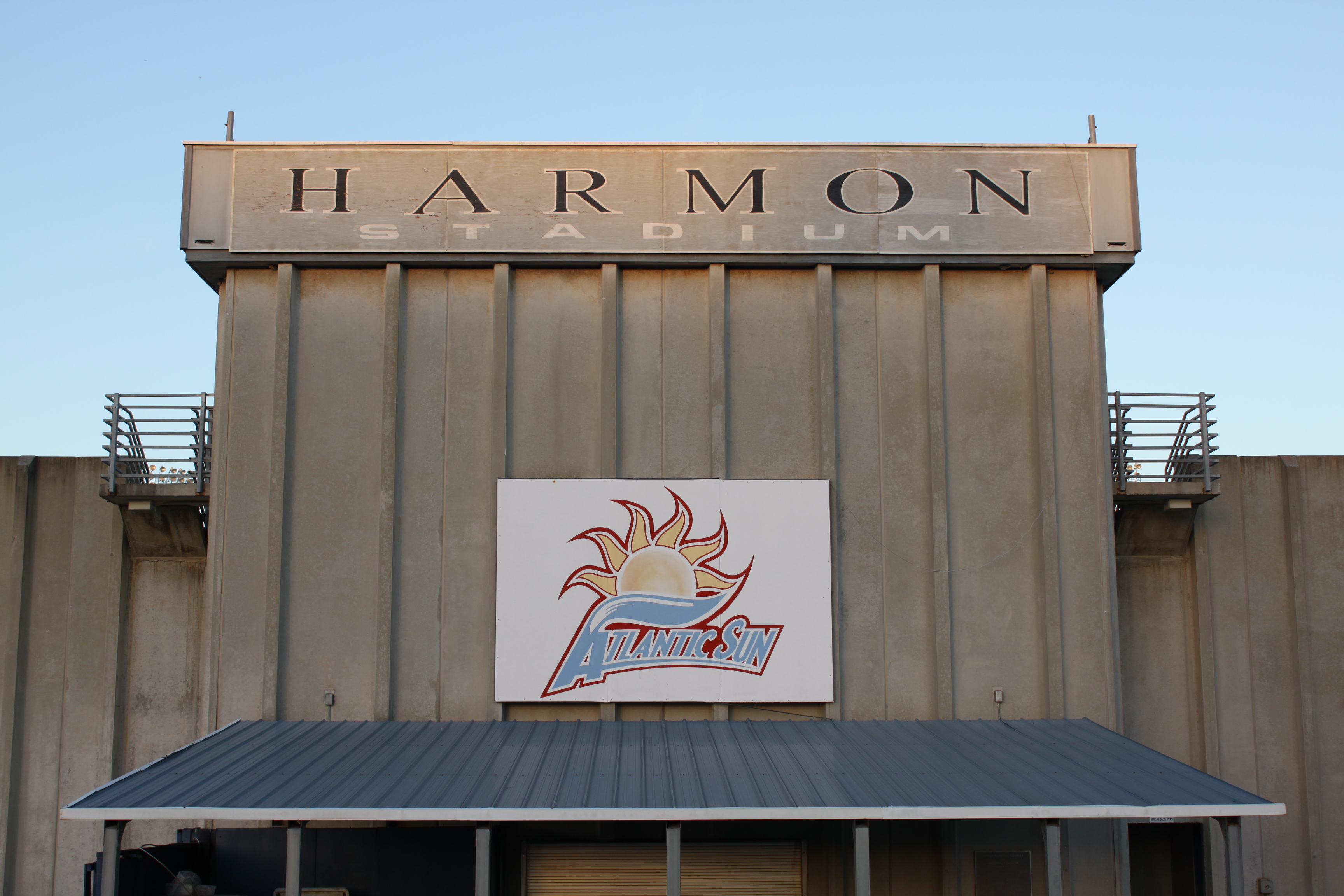
Front of Harmon Stadium
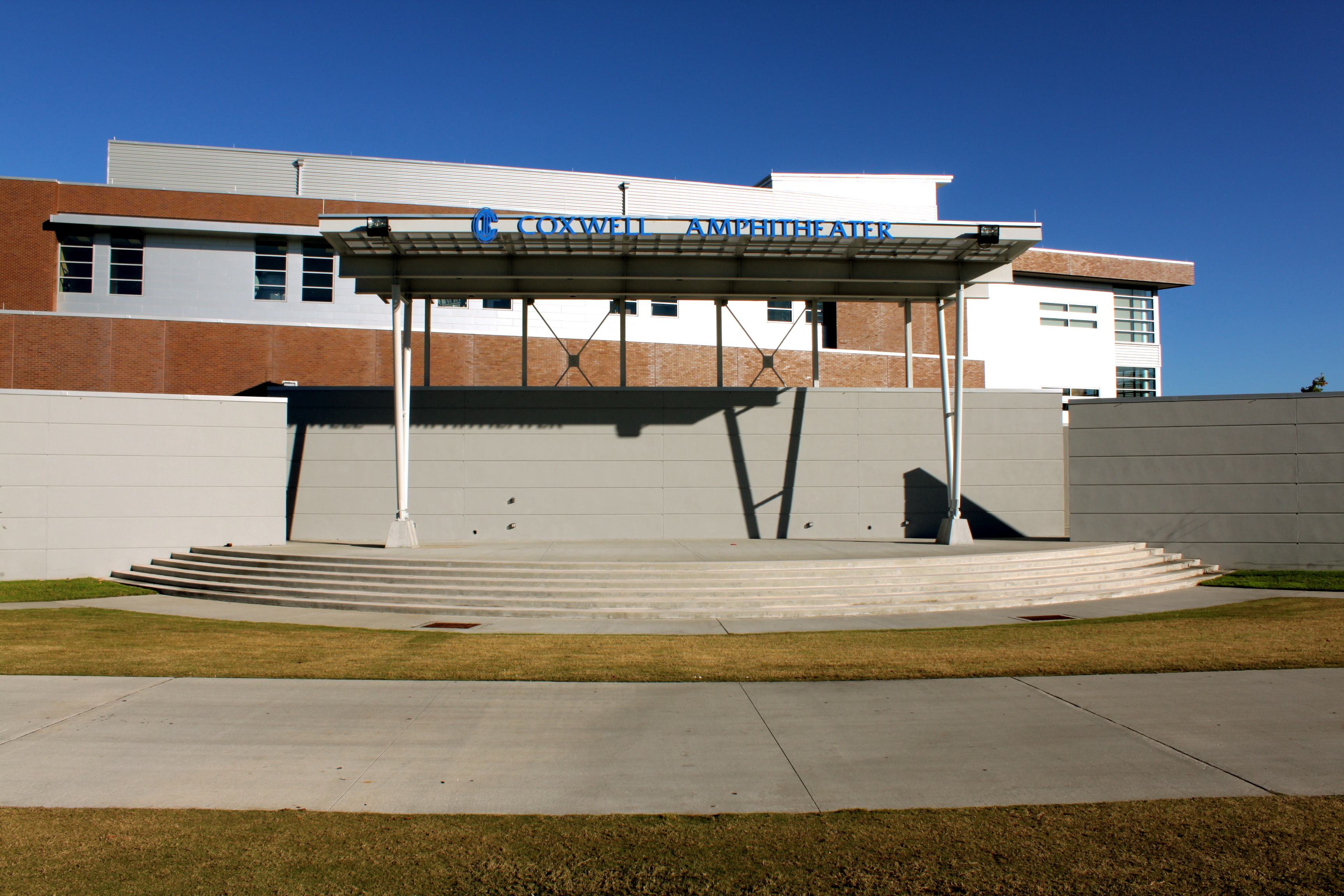
Coxwell Amphitheater
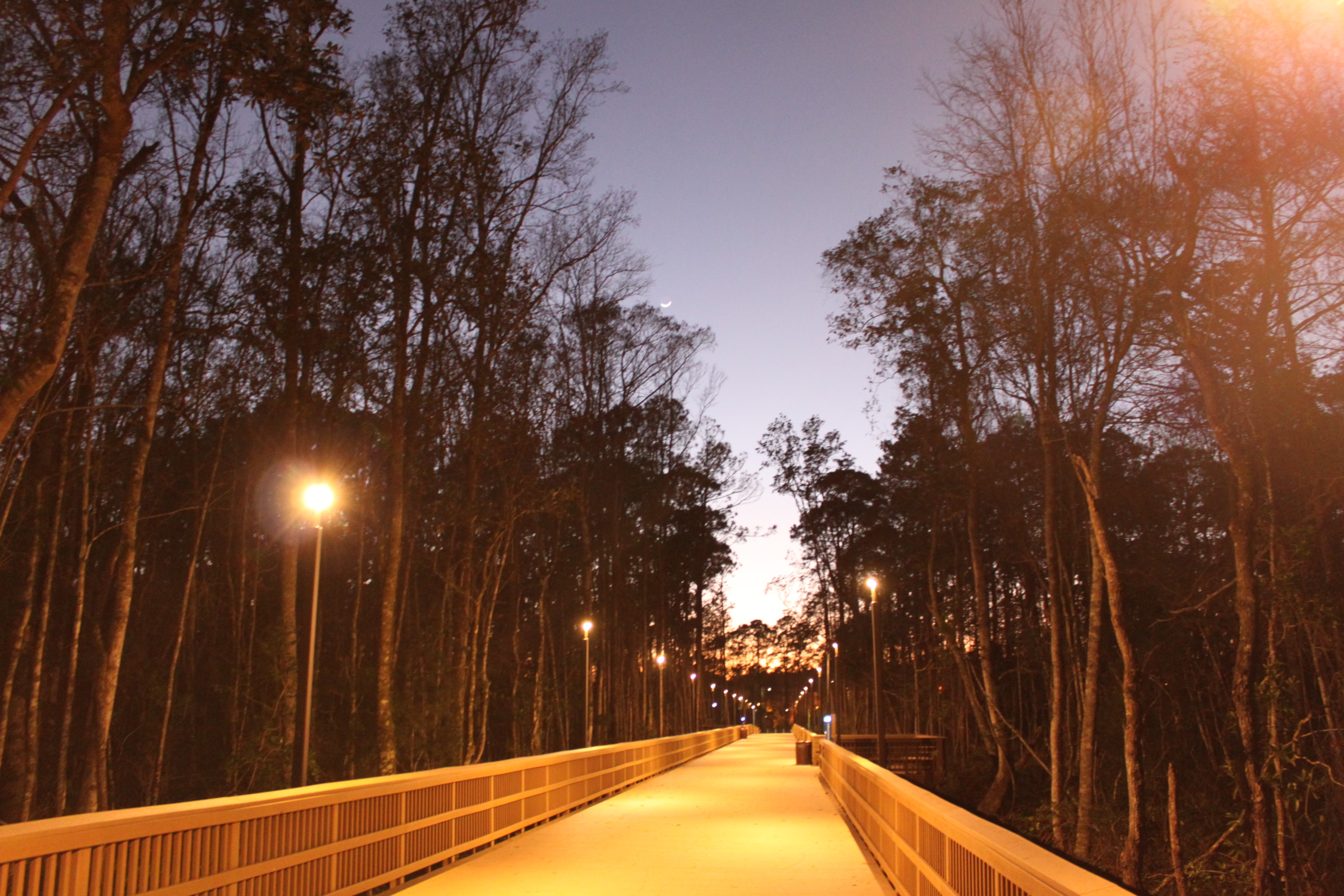
Osprey Fountains walkway
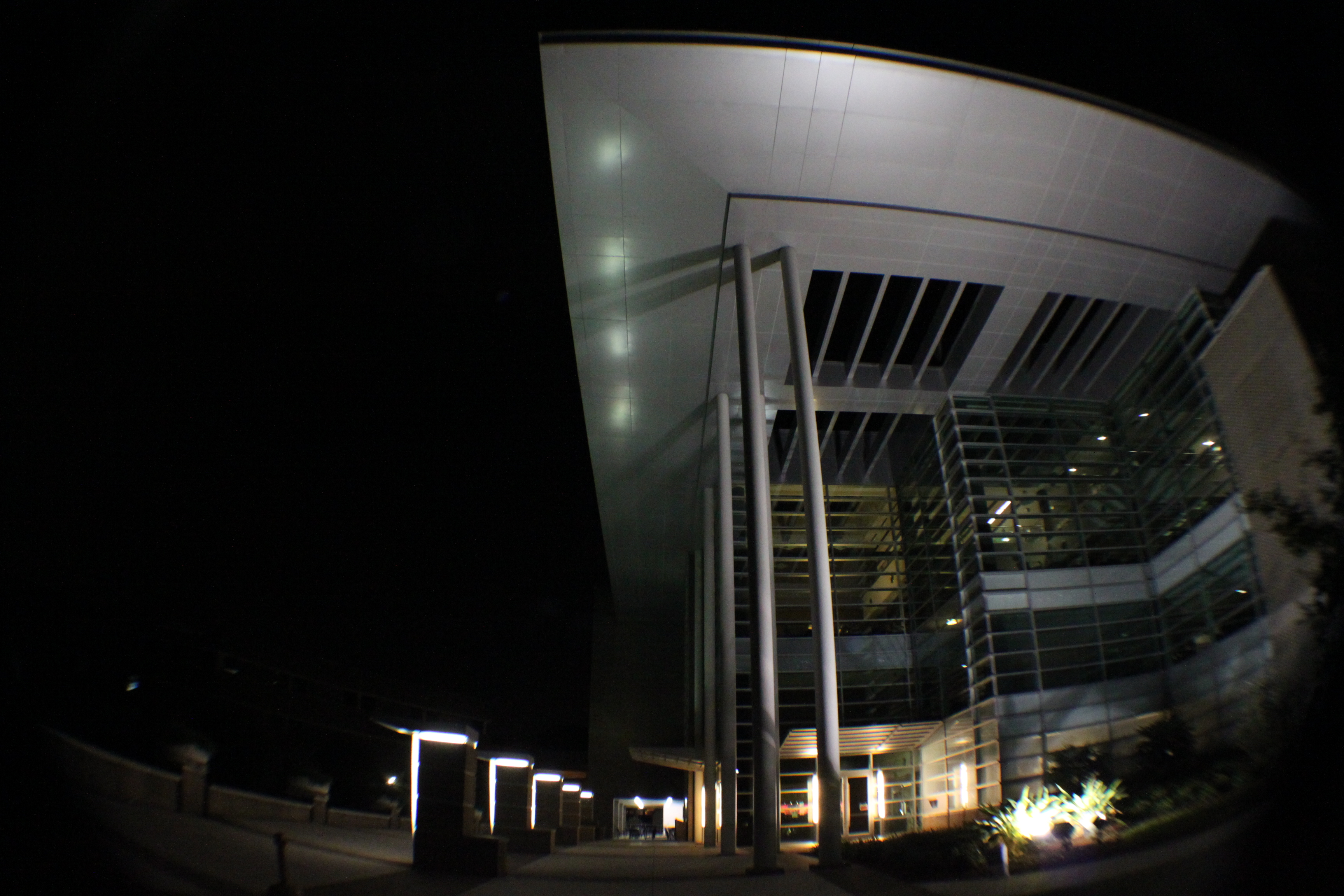
Thomas G. Carpenter Library
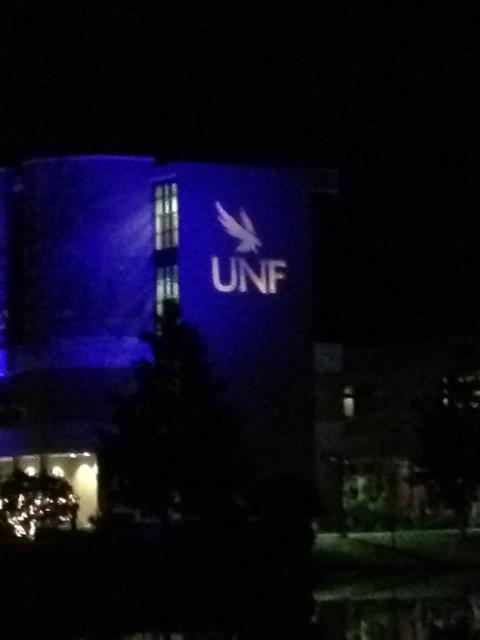
UNF logo on Brooks Brown Hall